# ウィリアム・H・ベイツ

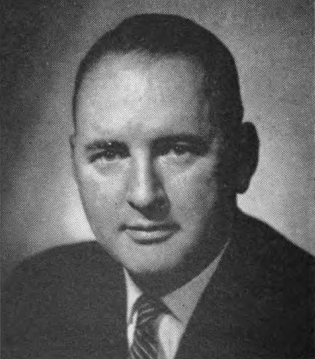
ウィリアム・H・ベイツ

ウィリアム・ヘンリー・ベイツ（William Henry Bates, 1917年4月26日 - 1969年6月22日）は、アメリカ合衆国の海軍軍人、政治家。最終階級は海軍少尉。マサチューセッツ州選出下院議員。海軍力増強に尽力した。

## 経歴
ベイツはマサチューセッツ州セイラムに生まれる。彼は地元の学校で学び、1936年にウースター・アカデミーを卒業した。その後ロードアイランド州プロビデンスのブラウン大学で学び、1940年に卒業した。大学卒業後1940年7月にアメリカ海軍に入隊、1941年1月30日に予備役少尉として任官する。続いてワシントンD.C.に所在する海軍医療センターの海軍予備役補給士官学校で学ぶ。その後ワシントン海軍工廠においてコンステレーション (USS Constellation, IX-20) に着任した。
ベイツは第二次世界大戦の終わりまで補給部隊で勤務し、1945年の春には硫黄島の戦いに参加した。戦後彼はマサチューセッツに戻り、ボストンでハーバード大学経営大学院に学び1947年に卒業した。
彼は海軍に予備役のまま留まり、1949年までに第4海軍管区の補給士官となる。ベイツは第4海軍管区に配属されたが、父親のジョージ・J・ベイツ（マサチューセッツ州第6区選出下院議員）が1949年11月1日にワシントン・ナショナル空港で発生した墜落事故により死亡した。
ベイツは1950年2月14日に父親の議席を引き継ぐため海軍を退役した。そのときまでに彼は予備役少佐まで昇進していた。ベイツは1969年に死去するまでのおよそ20年間、合衆国海軍の増強に尽力し、原子力合同委員会と下院軍事委員会において彼は活発に原子力艦の開発を支援した。彼はまた軍人のための有料娯楽番組と、より良い居住施設の建設を支持した。彼は絶えず軍人の訓練および度量と士気を高めるための手段を追求した。
彼の死後間もなく、その功績を称えてスタージョン級原子力潜水艦の31番艦がウィリアム・H・ベイツ (USS William H. Bates, SSN-680) と命名された。